# Артвин
Артвин (на турски: Artvin; на грузински: ართვინი; на арменски: Արտուին) е град в Турция. Той е административен център на вилает Артвин. Разположен е на 190 – 720 метра надморска височина. Според оценки на Статистическия институт на Турция към 31 декември 2019 г. населението на града е 26 078 души.